# Bundesautobahn 98
Bundesautobahn 98 (em português: Auto-estrada Federal 98) ou A 98, é uma auto-estrada na Alemanha.
A Bundesautobahn 98 tem 29 km de comprimento.

## Estados
Estados percorridos por esta auto-estrada:
- Baden-Württemberg